# Hélder Barbosa
Pour les articles homonymes, voir Barbosa.
Hélder Jorge Leal Rodrigues Barbosa, né le 25 mai 1987 à Paredes,  est un footballeur international portugais évoluant au poste d'ailier au Panetolikós GFS.

## Biographie
Hélder Barbosa est formé au FC Porto.
Afin d'acquérir du temps de jeu, il est successivement prêté à l'Académica de Coimbra, au Trofense et au Vitoria Setubal.
En 2010, il quitte définitivement le club de Porto et rejoint les rangs du Sporting Braga.
Hélder Barbosa possède 16 sélections en équipe du Portugal des moins de 19 ans et 15 sélections en équipe du Portugal des moins de 21 ans. Il possède 1 sélection en équipe du Portugal.

## Palmarès
- Coupe de Turquie : 2018